# Le Héros (film, 1994)
Pour les articles homonymes, voir Le Héros.
Pour plus de détails, voir Fiche technique et Distribution.
Le Héros (El héroe) est un film mexicain réalisé par Carlos Carrera, sorti en 1994.

## Synopsis
Dans le métro, un homme essaie d'aider une jeune fille qui tente de se suicider. Celle-ci l'accuse d'agression.

## Fiche technique
- Titre : Le Héros
- Titre original : El héroe
- Réalisation : Carlos Carrera
- Scénario : Carlos Carrera
- Musique : Gabriel Romo
- Montage : Daniel Medero Reyna
- Production : Pablo Baksht, Gabriela Castañeda et Julia Con
- Société de production : Instituto Mexicano de Cinematografía
- Pays :  Mexique
- Genre : animation et drame
- Durée : 5 minutes
- Dates de sortie : 
  -  États-Unis : octobre 1994 (festival international du film de Chicago)

## Distinctions
Le film a reçu la Palme d'or du court métrage lors du festival de Cannes 1994.